# Știință creștină
Știința creștină (în engleză Christian Science) este o credință care aparține familiei metafizice a mișcărilor religioase noi, întemeiată în anul 1879 de Mary Baker Eddy, având centrul în Boston, Massachusetts, unde se află din 1894 edificul principal al religiei. Știința creștină a devenit în anul 1936 religia cu creșterea cea mai rapidă din Statele Unite ale Americii, având atunci aproape 270.000 de membri, număr care apoi a suferit un declin.
În cartea sa, Science and Health With Key to The Scriptures („Știință și sănătate, cu cheia către scripturi”) fondatoarea pledează pentru întoarcerea la creștinismul timpuriu, al cărui element vindecător consideră că s-a pierdut. Ceea ce diferențiază mișcarea de alte ramuri ale creștinismului este credință idealistă că realitatea e o iluzie, presupunând și faptul că bolnavii nu ar trebui tratați neapărat medicamentos, ci printr-o formă de rugăciune ce corectează atitudinea responsabilă pentru starea precară de sănătate.

Religia este cunoscută și pentru ziarul The Christian Science Monitor, care a câștigat 7 premii Pulitzer între anii 1950 și 2002.

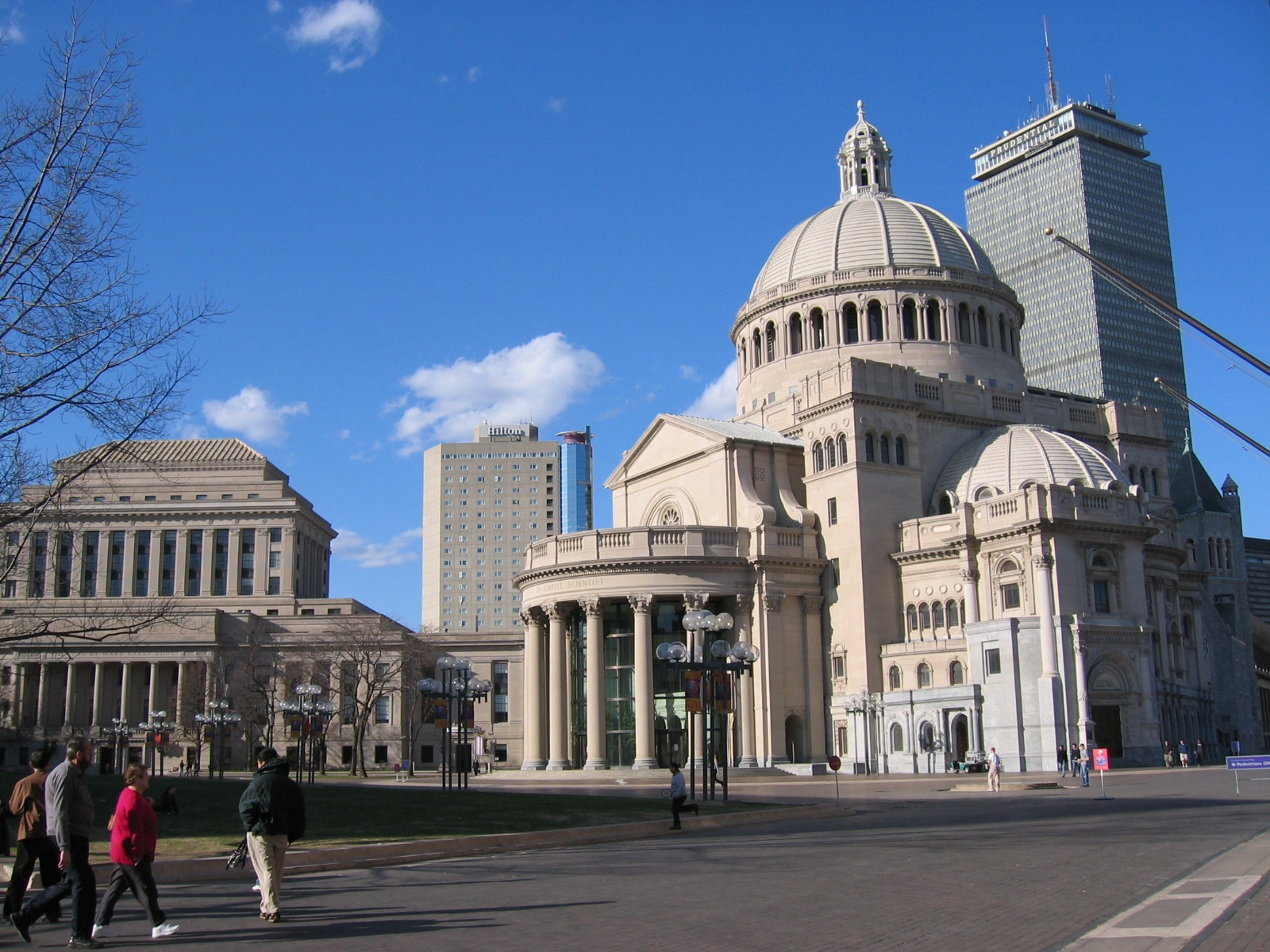
„Biserica mamă” a religiei, din Boston, Massachussets.
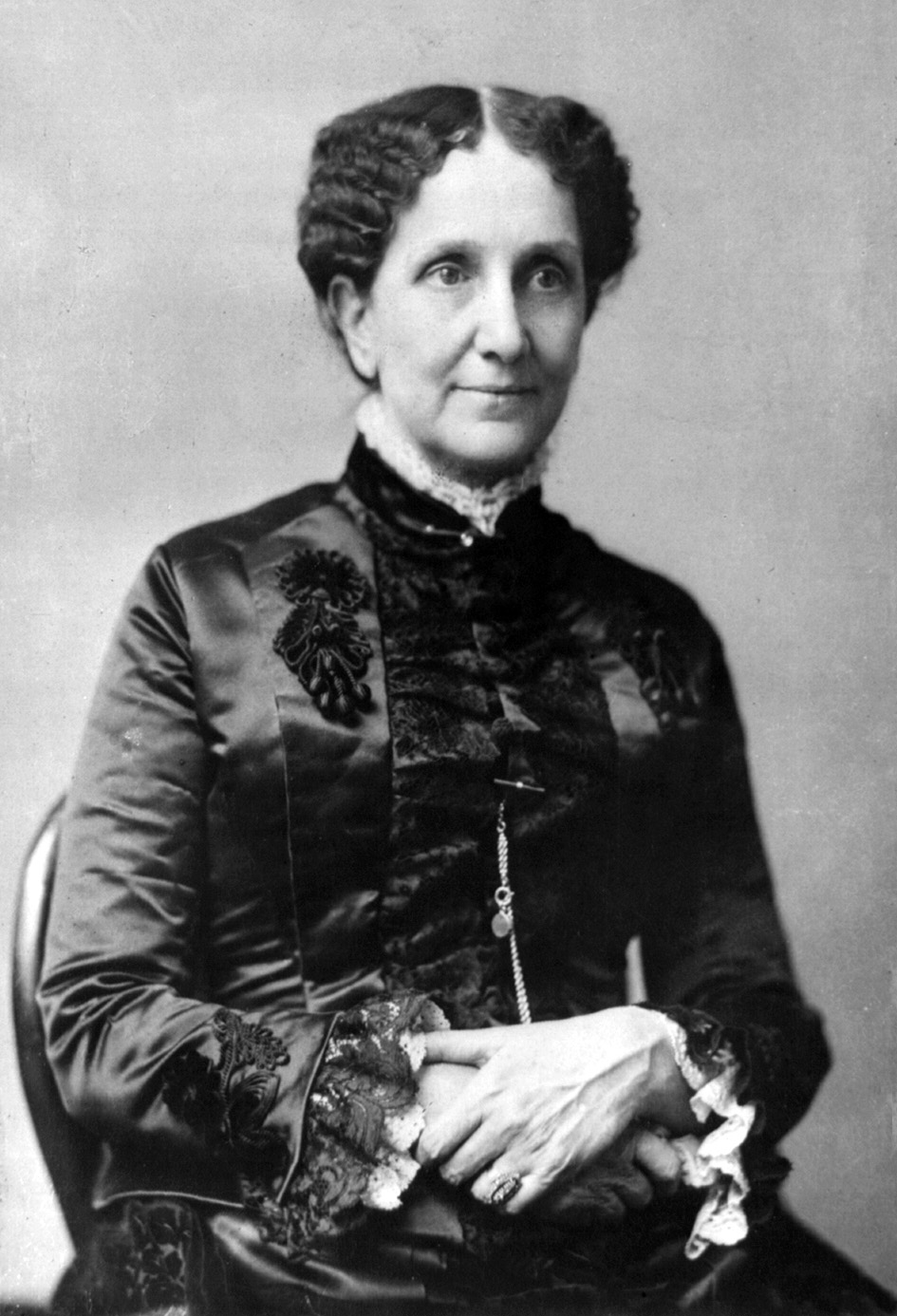
Mary Baker Eddy
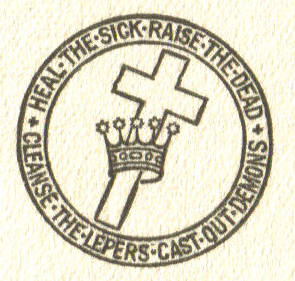
Simbolul științei creștine: crucea și coroana, în jurul cărora este inscripționat fragmentul biblic „Vindecați pe bolnavi, înviați pe morți, curățiți pe leproși, scoateți afară dracii.”